# Alexander Boksenberg
Alexander Boksenberg FRS, CBE (18 de março de 1936) é um físico britânico.
Foi agraciado em 1999 com a Medalha Hughes da Royal Society.